# Phillyrea
Pour les articles homonymes, voir Filaire.
Genre
Classification phylogénétique
Phillyrea (ou filaria, les filaires) est un genre de plantes à fleurs de la famille des Oleaceae. Il regroupe deux espèces d'arbustes méditerranéens anémophiles, généralement de garrigue, assez proches de l'olivier.

## Étymologie
Le nom du genre serait issu de l'ancien nom grec de cet arbre méditerranéen, lequel est apparenté au mot φιλύρα / philýra, le tilleul. Or Philyra étant une déesse Océanides que les dieux changèrent en tilleul, il est possible que ce soit l'origine du rapprochement des deux noms d'arbres.

## Mode particulier de reproduction
On a récemment découvert un nouveau système de reproduction chez Phillyrea angustifolia L. Cette espèce comprend un taux élevé de mâles en mélange avec des hermaphrodites (dont les fleurs, fertiles, portent des organes mâles et femelles). Or il existe deux groupes, morphologiquement a priori tout à fait identiques, les individus de chaque groupe étant stériles entre eux, tout en étant fertiles avec les individus de l'autre groupe. Autrement dit le pollen des hermaphrodites ne peut féconder qu'un individu sur deux alors que le pollen des mâles peut féconder n'importe quel hermaphrodite des deux groupes, ce qui permet que les mâles ne soient pas désavantagés et qu'ils n'aient pas disparu par sélection naturelle.
- Ceci explique que les mâles sont si nombreux par rapport aux hermaphrodites (jusqu'à 50 % des peuplements) ; pour se maintenir dans une population contenant aussi des hermaphrodites, les mâles doivent avoir un avantage en fertilité au moins double de celui des hermaphrodites. Les espèces androdioïques sont très rares chez les angiospermes.
- Cela montre aussi qu'au cours de l'évolution le passage de l'hermaphrodisme à l'androdioécie a pu se produire, alors que jusqu'alors, on n'avait observé que des cas de passage de la dioécie à l'androdioécie (androdioécie : coexistence de mâles et d'hermaphrodites dans une même population, système de reproduction très rare, contrairement à la gynodioécie).

## Habitats et répartition
Les deux espèces poussent naturellement dans la Région méditerranéenne. Elles sont présentes en France autour du bassin méditerranéen et dans le Sud-ouest en mélange avec le chêne vert. 

## Liste des espèces
Seules deux espèces sont reconnues,, :
- Phillyrea angustifolia - Filaire à feuilles étroites, synonyme : Phillyrea media - Filaire intermédiaire
- Phillyrea latifolia - Filaire à feuilles larges